# Park Narodowy Pyhä-Luosto
Park Narodowy Pyhä-Luosto (fiń. Pyhä-Luoston kansallispuisto) – park narodowy w Laponii, w północnej Finlandii. Został założony w 2005 roku, kiedy najstarszy park narodowy tego kraju, Pyhätunturi (założony w 1938) dołączył do Luosto. Nowy park zajmuje obszar 142 kilometrów kwadratowych. Obejmuje góry, stare lasy i różne typy torfowisk, głównie aapa.
Bazą parku jest 12-szczytowy łańcuch niewysokich gór (tzw. tunturi) o długości 35 km. Tunturi są pozostałością jednych z najstarszych gór na Ziemi, które uformowały się ponad 2 miliardy lat temu. Góry te charakteryzują strome zbocza, głębokie wąwozy oddzielające od siebie szczyty, oraz liczne rumowiska skalne. Najwyższymi szczytami są Noitatunturi – 540 m n.p.m. i Ukko-Luosto – 514 m n.p.m. Szczyty górskie są skaliste i zbudowane z kwarcytu, a roślinność na nich jest uboga. Na zboczach gór rosną ponad 200-letnie lasy sosnowe. Lasy sięgają do wysokości 320–400 m n.p.m.
Park narodowy zamieszkują takie zwierzęta jak: wydra europejska, niedźwiedź brunatny, łoś, renifer. Zaobserwowano tu 128 gatunków ptaków, m.in. sójkę syberyjską i myszołowa włochatego.